# Orthocladius sakhalinensis
Orthocladius sakhalinensis är en tvåvingeart som beskrevs av Makarchenko 2006. Orthocladius sakhalinensis ingår i släktet Orthocladius och familjen fjädermyggor. Inga underarter finns listade i Catalogue of Life.